# Linda Vista, Michoacán de Ocampo
Linda Vista är en ort i Mexiko.   Den ligger i kommunen Zitácuaro och delstaten Michoacán de Ocampo, i den södra delen av landet, 130 km väster om huvudstaden Mexico City. Linda Vista ligger 1 715 meter över havet och antalet invånare är 423.
Terrängen runt Linda Vista är lite bergig, och sluttar västerut. Runt Linda Vista är det tätbefolkat, med 319 invånare per kvadratkilometer. Närmaste större samhälle är Heróica Zitácuaro, 7,4 km nordost om Linda Vista. I omgivningarna runt Linda Vista växer huvudsakligen savannskog.